# Список російської військової техінки, захопленої під час війни в Україні
У цій статті наведена військова техніка військ Російської Федерації, захопленої під час Повномасштабного Вторгнення в Україну (з 2022).
СТОРІНКА ЩЕ НЕ ДОПРАЦЬОВАНА!

## Бронетехніка

### Танки
| Модель         | Зображення | Тип                   | Модифікації                                                              | Кількість захоплених одиниць | Країна-виробник | Примітки |
| -------------- | ---------- | --------------------- | ------------------------------------------------------------------------ | ---------------------------- | --------------- | -------- |
| Т-90           |            | Основний бойовий танк | - Т-90А - Т-90С                                                          | ≈ 14                         | - Росія         |          |
| Т-90М «Прорив» |            | Основний бойовий танк |                                                                          | ≈ 1                          | - Росія         |          |
| T-62           |            | Основний бойовий танк | - Т-62М - Т-62МВ                                                         | ≈ 42                         | - СРСР - Росія  |          |
| Т-72           |            | Основний бойовий танк | - Т-72А - Т-72АВ - Т-72Б - Т-72Б зр. 1989 р. - Т-72БА - Т-72Б3 - Т-72Б3М | ≈ 204                        | - СРСР - Росія  |          |
| Т-80           |            | Основний бойовий танк | - Т-80БВ(К) - Т-80БВ(К) - Т-80БВ(К) - Т-80У - Т-80УК                     | ≈ 272                        | - СРСР - Росія  |          |

### БМП
| Модель | Зображення | Тип                  | Модифікації                                   | Кількість захоплених одиниць | Країна-виробник       | Примітки |
| ------ | ---------- | -------------------- | --------------------------------------------- | ---------------------------- | --------------------- | -------- |
| БМП-1  |            | Бойова машина піхоти | - БМП-1 - БМП-1АМ                             | ≈ 97                         | - СРСР - Росія        |          |
| БМП-2  |            | Бойова машина піхоти | - БМП-2 - БМП-2М «Бережок» - БМП-2 675 сб3КДЗ | ≈ 229                        | - СРСР - СРСР - Росія |          |
| БМП-3  |            | Бойова машина піхоти | - БМП-3 - БМП-3М                              | ≈ 64                         | - СРСР - Росія        |          |

### БМД
| Модель | Зображення | Тип                   | Модифікації         | Кількість захоплених одиниць | Країна-виробник | Примітки |
| ------ | ---------- | --------------------- | ------------------- | ---------------------------- | --------------- | -------- |
| БМД-2  |            | Бойова машина десанту | - БМП-2 - РП-337ВМ1 | ≈ 36                         | - СРСР          |          |
| БМД-4  |            | Бойова машина десанту | - БМД-4 - БМД-4М    | ≈ 11                         | - Росія         |          |

### БТР
| Модель           | Зображення | Тип                                       | Модифікації                             | Кількість захоплених одиниць | Країна-виробник | Примітки |
| ---------------- | ---------- | ----------------------------------------- | --------------------------------------- | ---------------------------- | --------------- | -------- |
| БТР-80           |            | Бронетраспортер                           | - БТР-80                                | ≈ 61                         | - СРСР          |          |
| БТР-70           |            | Бронетраспортер                           | - БТР-70                                | ≈ 1                          | - СРСР          |          |
| БТР-82А          |            | Бронетраспортер                           | - БТР-82А - БТР-82АМ                    | ≈ 119                        | - Росія         |          |
| БТР-МД «Ракушка» |            | Гусеничний авіадесантний бронетраспортер  |                                         | ≈ 7                          | - Росія         |          |
| БТР-Д            |            | Гусеничний авіадесантний бронетраспортер  | БТР-Д БТР-3Д «Скрип» з ЗУ-23-2          | ≈ 26                         | - СРСР - Росія  |          |
| МТ-ЛБ            |            | Легкий гусеничний тягач / бронетраспортер | - МТ-ЛБ - МТ-ЛБ ВМ(К) - МТ-ЛБ з ЗУ-23-2 | ≈ 229                        | - СРСР - Росія  |          |
| МТ-ЛБу           |            | Легкий гусеничний тягач / бронетраспортер |                                         | ≈ 6                          | - СРСР          |          |

### Броньвані розвідувальні машини
| Модель | Зображення | Тип                                    | Модифікації             | Кількість захоплених одиниць | Країна-виробник | Примітки |
| ------ | ---------- | -------------------------------------- | ----------------------- | ---------------------------- | --------------- | -------- |
| БРДМ-2 |            | Броньвана розвідувально-дозорна машина | - БРДМ-2 - БРДМ-2 ЗС-82 | ≈ 2                          | - СРСР          |          |
| БРМ-1К |            | Броньвана розвідувальна машина         | - БРМ-1К                | ≈ 8                          | - СРСР          |          |

### Бронеавтомобілі
| Модель               | Зображення | Тип                    | Модифікації         | Кількість захоплених одиниць | Країна-виробник  | Примітки |
| -------------------- | ---------- | ---------------------- | ------------------- | ---------------------------- | ---------------- | -------- |
| КамАЗ-63968 «Тайфун» |            | Бронеавтомобіль / MRAP |                     | ≈ 5                          | - Росія          |          |
| «Рись»               |            | Бронеавтомобіль        | - БРМ-1К            | ≈ 5                          | - Італія - Росія |          |
| «Тигр»               |            | Бронеавтомобіль        | - «Тигр-М» - «Тигр» | ≈ 42                         | - Росія          |          |
|                      |            |                        |                     |                              |                  |          |